# Ancede
Ancede era una freguesia portuguesa del municipio de Baião, distrito de Oporto.

## Historia
Antiguo señorío eclesiástico y destacada siempre por su producción vinícola, Ancede fue elevada a la categoría administrativa de vila el 12 de junio de 2009. Fue suprimida el 28 de enero de 2013, en aplicación de una resolución de la Asamblea de la República portuguesa promulgada el 16 de enero de 2013 al unirse con la freguesia de Ribadouro, formando la nueva freguesia de Ancede e Ribadouro.

## Patrimonio
En el rico patrimonio histórico-artístico de la freguesia destaca el conjunto de la Iglesia y Monasterio de San Andrés de Ancede, cuyos orígenes se remontan al siglo XII, ligado entonces a la producción vinícola, aunque la iglesia fue reedificada en el siglo XVI y la capilla anexa del Bom Despacho se construyó en el siglo XVIII en estilo rococó. En el campo de la arquitectura religiosa es reseñable también, pese a su estado de abandono, la iglesia de la Quinta de Ermelo, datada a mediados del siglo XIII y construida en un estilo de transición entre el románico y el gótico. Destacan también el puente románico sobre el río Ovil, en la aldea de Esmoriz, y las numerosas casas solariegas, como las de Costa, Esmoriz, Lavandeira o Penalva, en las localidades homónimas.